# Chlamydomonas provasolii
Chlamydomonas provasolii là một loài tảo trong họ Chlamydomonadaceae, thuộc chi Chlamydomonas.